# Scream My Name
Scream My Name è un singolo del musicista italiano Magic Box, pubblicato nel 2013.